# Haralane, Koppa
Haralane là một làng thuộc tehsil Koppa, huyện Chikmagalur, bang Karnataka, Ấn Độ.